# Ölsremma socken
Ölsremma socken i Västergötland ingick i Kinds härad, ingår sedan 1974 i Tranemo kommun och motsvarar från 2016 Ölsremma distrikt.
Socknens areal är 41,25 kvadratkilometer varav 39,75 land. År 2000 fanns här 201 invånare.  Småorten Lindrum samt kyrkbyn Ölsremma med sockenkyrkan Ölsremma kyrka ligger i socknen. 

## Administrativ historik
Socknen har medeltida ursprung. 
Vid kommunreformen 1862 övergick socknens ansvar för de kyrkliga frågorna till Ölsremma församling och för de borgerliga frågorna bildades Ölsremma landskommun. Landskommunen uppgick 1952 i Dalstorps landskommun som 1974 uppgick i Tranemo kommun. Församlingen uppgick 2010 i Dalstorps församling.
1 januari 2016 inrättades distriktet Ölsremma, med samma omfattning som församlingen hade 1999/2000. 
Socknen har tillhört län, fögderier, tingslag och domsagor enligt vad som beskrivs i artikeln Kinds härad. De indelta soldaterna tillhörde Älvsborgs regemente, Norra Kinds kompani.

## Geografi
Ölsremma socken ligger sydost om Ulricehamn med Komossen och Trehörningen i norr. Socknen är en höglänt mossrik skogsbygd.

## Fornlämningar
Från bronsåldern finns gravrösen. Från järnåldern finns tre gravfält med domarringar. Från stenålder har en boplats upptäckts vid sjön Trehörningens nordöstra strand på barrskogsmarken ovanför en badplats, där fem föremål hittats varav alla utom ett spånfragment var flintavslag.

## Namnet
Namnet skrevs 1351 Ylwisrym och kommer från en gård. Efterleden är sannolikt rem, 'långsträckt höjd'. Förleden innehålla mansnamnet Ylvir eller ylve, 'varghop, vargbestånd'.